# 후삼국지
《후삼국지》(後三國志)는 작자미상의 역사소설이다. 중국 오호 십육국 시대의 초창기를 배경으로 하고 있으며, 중국의 삼국을 통일했던 서진을 멸망시키고 전조를 건국한 유비의 후손 유연과, 유연의 휘하에 있다가 독립하여 후조를 건국한 조운의 후손 석륵이 주인공이다.

## 소설에서 각색된 사실
후삼국지는 역사적 사실을 각색한 소설로, 두 주인공의 출신에 대한 설정도 허구이다.

### 유연
소설에서는 한나라를 다시 세우는 유연을 유비의 손자이자 유선의 아들인 유거가 개명한 인물로 묘사하고 있지만, 실제 유연은 촉한과 무관한 흉노 출신이다. 다만 역사적으로 기원전 2세기경 흉노와 당시의 한나라간에 교류가 있었고 실제로 유연이 이를 이용하여 후한을 계승한다는 명분하에 한 고조, 촉한 소열제 등을 조상으로 추존한 일은 있다. 그러나 이것 역시 전조의 5대 황제 유요에 의해 중단되었고 이후에 전조는 흉노의 후손임을 분명히 했다.
유거를 포함한 유비의 후손들은 유비의 증손자 유현을 제외하면 영가의 난 때 대부분 사망했으며 전조, 후조의 왕족과 관계가 없다. 전조의 4대 황제인 유찬과 촉한의 2대 황제인 유선의 사남 유찬, 전조의 5대 황제인 유요와 유선의 차남 유요는 각각 동음이인으로, 한자 이름이 서로 다르다.

### 석륵
소설에서는 석륵이 조운의 후손으로 묘사되어, 본명이 조륵이고 나중에 개명을 한 것으로 나와있지만, 석륵은 이민족인 갈족 출신으로 촉한 출신 인물의 후손이 아니다.